# August Niebour
August Karl Adalbert Niebour (né le 29 janvier 1821 au manoir de Mansholt près de Wiefelstede et mort le 15 septembre 1891 à Oldenbourg) est avocat et député du Reichstag.

## Biographie
Niebour est le fils du conseiller de la cour et directeur fiscal Johann Conrad Niebour (1786-1849) et de son épouse Christiane Ernestine Wilhelmine, née Heyn (1792-1873). Il a neuf frères et sœurs, dont l'officier professionnel et homme politique Wilhelm Niebour (de) (1813-1895) son frère. La famille vit sur le domaine de Mansholt près de Wiefelstede que le père exploite à temps partiel.
Niebour est initialement enseigné par des tuteurs privés et étudie à l'ancien lycée d'Oldenbourg (de) de 1830 à 1837. À l'âge de 16 ans, il commence à étudier le droit à Bonn et à Iéna. En 1840 et 1846, il réussit les deux examens d'État. En tant qu'avocat, il travaille d'abord à Neuenburg puis à Varel.
Avec la révolution de Mars, Niebour commence à être politiquement actif et publie un article sur l'introduction des tribunaux avec jury, l'une des revendications populaires du mouvement populaire. Avec son frère Wilhelm, il devient député du parlement oldenbourgeois (de) en 1849, tous deux représentant des positions libérales de gauche. Avec Dagobert Böckel (de), qui lui est lié par mariage, Niebour s'oppose au traité d'alliance avec la Prusse réactionnaire. En 1852, il n'est pas représenté au parlement pendant deux ans. Après son retour, Niebour en est le président de 1858 à 1861. Dans le conflit avec le gouvernement de l'État, il démissionne de son poste de président du parlement de l'État le 17 avril 1861 et, peu après, de son siège au parlement de l'État.
Entre 1860 et 1862, il est conseiller municipal de Varel et de 1862 à 1870 adjoint au maire. Il est également impliqué dans l'Association Varel Schleswig-Holstein et dans l'Association pour l' éducation ouvrière. Après la fondation de la confédération de l'Allemagne du Nord, Niebour, qui défend en fait la solution grande-allemande, rejoint le Parti progressiste libéral de gauche et à l'été 1870 est l'un des membres fondateurs du comité électoral central du parti pour la 2e circonscription d'Oldenbourg (Jever, Brake, Westerstede, Varel, Elsfleth, Landwürden), dont il est élu 1er président. Niebour conserve ce poste jusqu'à ce qu'il déménage à Oldenbourg en 1879.
D'octobre 1884 à février 1885, il est député du Reichstag pour la 1re circonscription du grand-duché d'Oldenbourg (Oldenbourg, Eutin, Birkenfeld) avec le Parti progressiste allemand. Il démissionne de ce mandat le 11 février 1885 et se retire de la politique.

## Famille
Niebour est marié en 1852 à Anne Hermine Adele née Wahn (1830-1870), fille du commissaire-priseur Hermann Anton Wahn et d'Anna Catharina. Kruckenberg. Le couple a quatre enfants, dont Eduard Niebour, qui devient plus tard président de la Haute Cour régionale, et l'enseignante principale et écrivain Minna Niebour.